# قرش بورنيو
قرش بورنيو (الاسم العلمي Carcharhinus borneensis)، نوع من القرش الترابي وينتمي إلى فصيلة البنبكيات، وهو نادرة للغاية، ومعروف فقط وجوده في المياه الساحلية حول موكاه في شمال غرب بورنيو، على الرغم من أنه قد يكون منتشر على نطاق أوسع. سمك قرش صغير القد رمادي اللون، يبلغ طوله 65 سم (26 بوصة).